# Réseau bleu de Montréal
 (octobre 2022).
Si vous disposez d'ouvrages ou d'articles de référence ou si vous connaissez des sites web de qualité traitant du thème abordé ici, merci de compléter l'article en donnant les références utiles à sa vérifiabilité et en les liant à la section « Notes et références ».

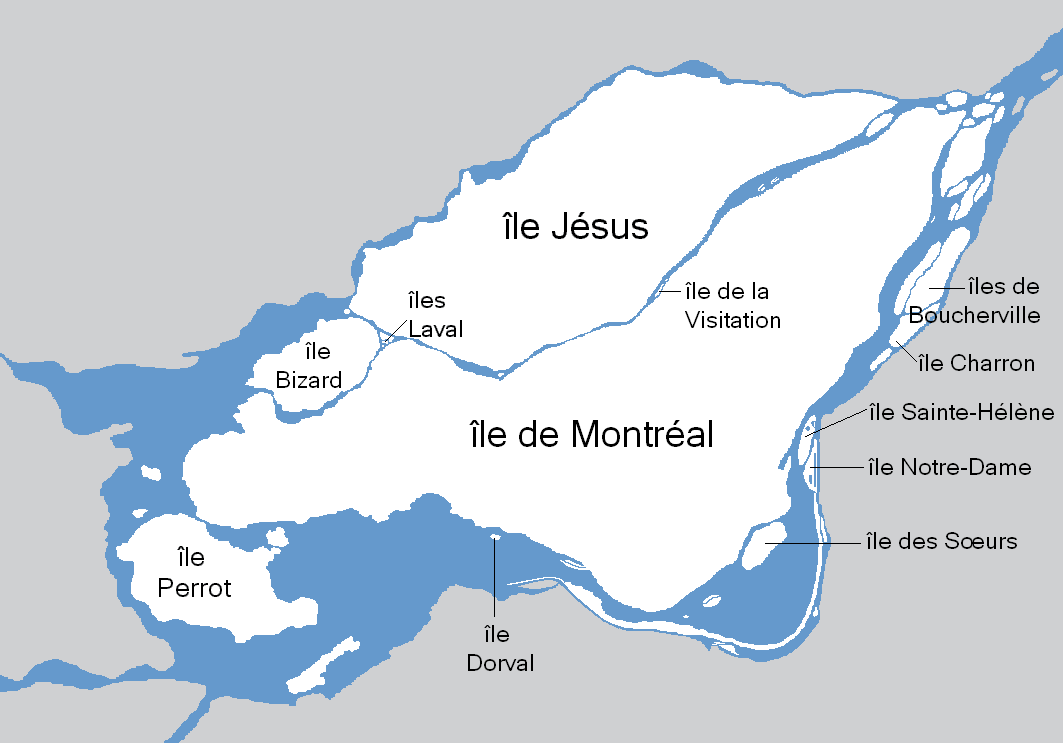
Le Réseau bleu de Montréal (l'île de Montréal, l'île Bizard, l'île Dorval, l'île des Sœurs, l'île Notre-Dame, l'île Sainte-Hélène) est inclus dans l'Archipel d'Hochelaga qui compte aussi (entre autres) l'île Perrot, l'île Jésus, les îles Laval, l'île Charron, les Îles de Boucherville).

Le Réseau bleu de Montréal constitue l’ensemble du territoire de l’agglomération de Montréal ayant front sur l’eau. Ce territoire compte quatre-vingt-trois (83) îles, dont l’île de Montréal et île Bizard, et plus de 300 kilomètres de rives bordées par de grands lacs, des rivières et des canaux. 
Le Réseau bleu, c'est aussi l’ensemble des partenaires publics et privés qui le développent et le protègent, autour du leadership de la Ville de Montréal et qui fournissent à la population des activités et des services pour en bénéficier. 
Le Réseau bleu s'inscrit dans la vision large de l'archipel d'Hochelaga (le grand Montréal), qui comprend un groupe de 234 îles depuis le confluent du fleuve Saint-Laurent et de la rivière des Outaouais jusqu'au confluent de la rivière des Mille Îles, de la rivière des Prairies et du fleuve.

## Historique
En 50 ans, les développements industriel, urbain et résidentiel ont peu à peu entouré l'île de Montréal de béton et y ont privatisé les deux tiers des rives. Toutefois, en parallèle, il y a eu plusieurs projets de réappropriation, de protection et de mise en valeur des berges, de création de parcs, et sans oublier d’importants programmes d’assainissement des eaux.
En 1970, l’ancienne Communauté urbaine de Montréal démarrait la construction d’un système d’égouts, de collecteurs et d’intercepteurs ainsi que la station d’épuration des eaux usées de Montréal. C’est en 1984 que la Station d’épuration de Montréal a commencé ses opérations par l’interception des eaux usées qui étaient déversées dans la rivière des Prairies. 
À la fin des années 1970 s’amorce le Projet Archipel, initié par le premier ministre René Lévesque lui-même dans le cadre du Projet d’aménagement intégré et polyvalent des eaux de l’archipel de Montréal. Le projet initial, s'articulant autour de centrales hydro-électriques (aux rapides de Lachine, notamment) et de barrages, a ensuite évolué vers un vaste plan d'aménagement des plans d'eau, en intégrant tous les potentiels des eaux et des rives. Il est toutefois  abandonné après la réalisation de quelques aménagements sur rives. 
Dans les années 1990, la Ville de Montréal reprenait la réflexion autour du concept du Montréal Bleu qui avait pour objectif d'ouvrir des fenêtres sur l'eau pour les Montréalais et de renaturaliser les rives.
Le projet Réseau bleu de Montréal prévaut depuis 2002, piloté par la Ville de Montréal. Il reprend essentiellement les mêmes objectifs que le "Montréal bleu" mais en y associant plusieurs partenariats (secteur privé, arrondissements, régions avoisinantes, etc).
En fait, la Ville de Montréal a déjà investi plus de 30 millions de dollars depuis 2003 pour améliorer les raccordements d’égouts et le traitement des eaux usées. Deux plages devraient même voir le jour d’ici deux à cinq ans au parc de la promenade Bellerive et sur le site de l’ancienne Marina Beaudoin, où la qualité d’eau en rive est déjà excellente.

## Description du Réseau bleu de Montréal

### Les plages
Dans les années 1960, une cinquantaine de plages naturelles étaient en activité dans la région de Montréal. 
Aujourd’hui, seules trois demeurent ouvertes à la baignade, dont deux naturelles, celles des parcs-nature du Cap-Saint-Jacques et du Bois-de-l'Île-Bizard. La troisième est la plage artificielle du parc Jean-Drapeau, la plus connue et la plus courue par les Montréalais : son taux de fréquentation estivale a presque doublé dans les dernières années passant de 68 000 à 115 000 visiteurs.
Montréal prévoit ouvrir deux plages d'ici 2017, l'une à la rivière des Prairies, l'autre à Verdun. De plus, un bain portuaire sera aménagé dans le Vieux-Port près de la tour de l'Horloge.